# Мехечень
Мехечень, Мехечені (рум. Măhăceni) — село у повіті Алба в Румунії. Входить до складу комуни Уніря.
Село розташоване на відстані 289 км на північний захід від Бухареста, 43 км на північ від Алба-Юлії, 38 км на південь від Клуж-Напоки.

## Населення
За даними перепису населення 2002 року у селі проживали 383 особи. Рідною мовою 382 особи (99,7%) назвали румунську.
Національний склад населення села:
| Національність | Кількість осіб | Відсоток |
| -------------- | -------------- | -------- |
| румуни         | 354            | 92,4%    |
| цигани         | 28             | 7,3%     |